# Cecil Green
 Cecil Green  va ser un pilot estatunidenc de curses automobilístiques nascut el 30 de setembre del 1919 a Dallas, Texas.
Green va guanyar diverses curses en diferents categories, arribant a córrer a la Champ Car a les temporades 1948-1951 incloent-hi la cursa de les 500 milles d'Indianapolis dels anys 1950 i 1951.
Cecil Green va morir el 29 de juliol del 1951 disputant una cursa a Winchester, Indiana.

## Resultats a la Indy 500
| Any    | Cotxe  | Sortida | Vel. mitja | Ranking | Final  | Voltes | V. líder | Retirat   |
| ------ | ------ | ------- | ---------- | ------- | ------ | ------ | -------- | --------- |
| 1950   | 54     | 12      | 132.910    | 2       | 4      | 137    | 0        | Va acabar |
| 1951   | 4      | 10      | 131.892    | 32      | 22     | 80     | 5        | Motor     |
| Totals | Totals | Totals  | Totals     | Totals  | Totals | 217    | 5        |           |

| Curses       | 2 |
| Poles        | 0 |
| Voltes líder | 0 |
| Victòries    | 0 |
| Top 5        | 1 |
| Top 10       | 1 |
| Retirades    | 1 |

## A la F1
El Gran Premi d'Indianapolis 500 va formar part del calendari del campionat del món de la Fórmula 1 entre les temporades 1950 a la 1960.
Els pilots que competien a la Indy durant aquests anys també eren comptabilitats pel campionat de la F1.
Cecil Green va participar en 2 curses de F1, debutant al Gran Premi d'Indianapolis 500 del 1950.

### Palmarès a la F1
- Participacions: 2
- Poles: 0
- Voltes Ràpides: 0
- Victòries: 0
- Pòdiums: 0
- Punts vàlids per la F1: 3